# Parlamento de Aix
El Parlamento de Aix o Parlamento de Provenza fue un parlamento del Antiguo Régimen establecido en Aix en 1501, tras la unión perpetua del condado de Provenza con el Reino de Francia en 1487 . 

## Historia

Mapa de los Parlamentos en 1789

El parlamento de Aix fue establecido en Aix en 1501 por Luis XII, poco después de la unión perpetua de Provenza con Francia en 1482 por Luis XI. Por sus cartas de patente otorgadas en Lyon en julio de 1501, se estableció un parlamento de Provenza en la ciudad de Aix, compuesto por un presidente y once consejeros, incluidos cuatro clérigos y siete laicos. 
El Tribunal tenía un abogado general, un fiscal para los pobres, cuatro secretarios y escribanos y tres agentes judiciales. El verdadero jefe de esta colegio era el gran senescal. Representó al rey, y fue en su nombre que se hicieron los juicios. El primer presidente presidió en su ausencia.
Este parlamento era un tribunal de justicia tomado del modelo de París, creado por Luis IX para juzgar en apelación en nombre del rey. Tribunal soberano, el Parlamento dictaminaba en última instancia todos los casos aprobados por los tribunales senescales y por los tribunales feudales bajo su jurisdicción. 
En 1545, fue el presidente del Parlamento de Aix, Oppède, con el apoyo del cardenal de Tournon, quien organizó la masacre de los valdenses del Luberon. 
Muy a menudo, los Estados se reunieron allí para votar los impuestos. Este parlamento era tan impopular que apareció un dicho:

Lou Parlamen, lou Mistrau e la Durènço soun li tres flèu de la Prouvènço
El Parlamento, el mistral y el Durance son las tres plagas de la Provenza

En 1590, Enrique IV creó un parlamento rival al de Aix que no le reconocía como rey, en Pertuis, adonde fueron los parlamentarios que le eran leales. 
A diferencia de la mayoría de los restantes parlamentos, su jurisdicción se mantuvo estable y vinculada a un todo coherente, ya que siguió las directrices del gobierno militar de Aix y de la generalidad del mismo nombre. En 1771, durante el interludio de la «reforma de Maupeou», el intendente Charles Jean-Baptiste des Gallois de La Tour, que había apoyado las posiciones del Parlamento de Aix, fue reemplazado. No recuperó su intendencia hasta 1775. 
El Parlamento de Aix era atípico en la medida en que era el único Parlamento donde, desde 1650, las funciones de Primer Presidente del Parlamento e intendente de la generalidad de Aix se confiaban a la misma persona. 
Como todos los parlamentos del Antiguo Régimen, el parlamento de Aix se disolvió durante la Revolución en 1790. 

### Final del parlamento
La Asamblea Departamental de Bocas-del-Ródano se instaló en Aix el 20 de julio de 1790. Se formaron otras asambleas al mismo tiempo, como la administración de Var, la de los Bajos-Alpes, cuyo modo de operación se basa en las antiguas asambleas de provincias, viguerías y comunidades, pero a merced de los política dirigida por clubes revolucionarios. 
La creación de estas instituciones fue como consecuencia del desmembramiento de la antigua administración provenzal. Artículo 10 del decreto de 2-10 de septiembre de 1790  provocó la supresión del Parlamento de Provenza. Pocos días después, la administración de la provincia se disolvió.